# Tank Abbott
David Lee Abbott (26 de abril de 1965), mais conhecido como Tank Abbott, é um lutador de MMA, wrestler profissional e autor dos Estados Unidos. Onde competiu pelo UFC, PRIDE Fighting Championships, Strikeforce, dentre outros.
Abbot se tornou ícone dos primeiros eventos do UFC pelo seu tamanho e estilo selvagem de luta, apesar de colecionar várias derrotas em seu cartel. Ele tinha pouco treinamento formal, tendo treinado wrestling na escola e universidade (Abbot é formado em História) e boxe em uma academia, mas a maior parte de seu estilo vinha de lutas de rua e em bares que acabava se envolvendo. Seu estilo de luta anunciado era "Pit Fighting", uma gíria em inglês para lutas de rua. Foi um dos primeiros lutadores a usar a luva de MMA no UFC, que se tornaria padrão depois.
Abbott fez uma participação no seriado de Friends no episódio "The One with the Ultimate Fighting Champion", onde ele derrota o personagem do ator Jon Favreau, o bilionário Pete Becker, que namora Monica.

## Cartel no MMA
| Cartel no MMA   |             |             |
| 25 lutas        | 10 vitórias | 15 derrotas |
| Por nocaute     | 6           | 7           |
| Por finalização | 3           | 6           |
| Por decisão     | 1           | 2           |

| Res.    | Cartel | Oponente         | Método                        | Evento                                          | Data                    | Round | Tempo | Local                      | Notas                             |
| ------- | ------ | ---------------- | ----------------------------- | ----------------------------------------------- | ----------------------- | ----- | ----- | -------------------------- | --------------------------------- |
| Derrota | 10–15  | Ruben Villareal  | TKO (socos)                   | King of the Cage: Fighting Legends              | 13 de abril de 2013     | 2     | 2:06  | Oroville, California       |                                   |
| Vitória | 10–14  | Mike Bourke      | KO (socos)                    | War Gods/Ken Shamrock: Valentine's Eve Massacre | 13 de fevereiro de 2009 | 1     | 0:29  | Fresno, California         |                                   |
| Derrota | 9–14   | Kimbo Slice      | KO (socos)                    | EliteXC: Street Certified                       | 16 de fevereiro de 2008 | 1     | 0:43  | Miami, Florida             |                                   |
| Derrota | 9–13   | Gary Turner      | TKO (socos)                   | Cage Rage 21                                    | 21 de abril de 2007     | 1     | 2:27  | Londres                    |                                   |
| Derrota | 9–12   | Paul Buentello   | KO (socos)                    | Strikeforce: Tank vs. Buentello                 | 7 de outubro de 2006    | 1     | 0:43  | Fresno, California         |                                   |
| Derrota | 9–11   | Hidehiko Yoshida | Finalização (estrangulamento) | Pride Final Conflict 2005                       | 28 de agosto de 2005    | 1     | 7:40  | Saitama, Saitama           |                                   |
| Vitória | 9–10   | Wesley Correira  | KO (socos)                    | Rumble on the Rock 7                            | 5 de maio de 2005       | 1     | 1:23  | Honolulu, Hawaii           |                                   |
| Derrota | 8–10   | Wesley Correira  | TKO (corte)                   | UFC 45                                          | 21 de novembro de 2003  | 1     | 2:14  | Uncasville, Connecticut    |                                   |
| Derrota | 8–9    | Kimo Leopoldo    | Finalização (katagatame)      | UFC 43                                          | 6 de junho de 2003      | 1     | 1:59  | Las Vegas, Nevada          |                                   |
| Derrota | 8–8    | Frank Mir        | Finalização (toe hold)        | UFC 41                                          | 28 de fevereiro de 2003 | 1     | 0:46  | Atlantic City, New Jersey  |                                   |
| Derrota | 8–7    | Pedro Rizzo      | KO (socos)                    | UFC Brazil                                      | 16 de outubro de 1998   | 1     | 8:07  | São Paulo                  |                                   |
| Vitória | 8–6    | Hugo Duarte      | TKO (socos)                   | UFC 17                                          | 15 de maio de 1998      | 1     | 0:43  | Mobile, Alabama            |                                   |
| Vitória | 7–6    | Yoji Anjo        | Decisão                       | UFC Japão                                       | 21 de dezembro de 1997  | 1     | 15:00 | Yokohama                   |                                   |
| Derrota | 6–6    | Maurice Smith    | Finalização (cansaço)         | UFC 15                                          | 17 de outubro de 1997   | 1     | 8:08  | Bay St. Louis, Mississippi | Pelo Cinturão Peso Pesado do UFC. |
| Derrota | 6–5    | Vitor Belfort    | TKO (socos)                   | UFC 13                                          | 30 de maio de 1997      | 1     | 0:52  | Augusta, Georgia           |                                   |
| Derrota | 6–4    | Don Frye         | Finalização (mata-leão)       | Ultimate Ultimate 1996                          | 7 de dezembro de 1996   | 1     | 1:22  | Birmingham, Alabama        |                                   |
| Vitória | 6–3    | Steve Nelmark    | KO (socos)                    | Ultimate Ultimate 1996                          | 7 de dezembro de 1996   | 1     | 1:03  | Birmingham, Alabama        |                                   |
| Vitória | 5–3    | Cal Worsham      | Finalização (socos)           | Ultimate Ultimate 1996                          | 7 de dezembro de 1996   | 1     | 2:51  | Birmingham, Alabama        |                                   |
| Derrota | 4–3    | Scott Ferrozzo   | Decisão (unânime)             | UFC 11                                          | 20 de setembro de 1996  | 1     | 15:00 | Augusta, Georgia           |                                   |
| Vitória | 4–2    | Sam Adkins       | Finalização (ezequiel)        | UFC 11                                          | 20 de setembro de 1996  | 1     | 2:06  | Augusta, Georgia           |                                   |
| Derrota | 3–2    | Dan Severn       | Decisão (unânime)             | Ultimate Ultimate 1995                          | 16 de dezembro de 1995  | 1     | 18:00 | Denver, Colorado           |                                   |
| Vitória | 3–1    | Steve Jennum     | Finalização (neck crank)      | Ultimate Ultimate 1995                          | 16 de dezembro de 1995  | 1     | 1:14  | Denver, Colorado           |                                   |
| Derrota | 2–1    | Oleg Taktarov    | Finalização (mata-leão)       | UFC 6                                           | 14 de julho de 1995     | 1     | 17:47 | Casper, Wyoming            |                                   |
| Vitória | 2–0    | Paul Varelans    | TKO (socos)                   | UFC 6                                           | 14 de julho de 1995     | 1     | 1:53  | Casper, Wyoming            |                                   |
| Vitória | 1–0    | John Matua       | KO (socos)                    | UFC 6                                           | 14 de julho de 1995     | 1     | 0:18  | Casper, Wyoming            |                                   |